# Atuénmyrpitta
Atuénmyrpitta (Grallaria atuensis) är en fågelart i familjen myrpittor inom ordningen tättingar.

## Utbredning och systematik
Fågeln förekommer endast i norra Peru. Den kategoriserades tidigare vanligen som underart till ockramyrpitta (Grallaria quitensis) men urskiljs allt oftare som egen art.

## Status
Internationella naturvårdsunionen IUCN placerar den i hotkategorin livskraftig.